# Standard Template Library
Standard Template Library eller STL utgör en del av standardbiblioteket för C++ och innehåller standardrutiner för vanliga datastrukturer och algoritmer. Bland annat finns stackar, köer, vektorer, mängder och lexikon, och både instabila och stabila sorteringsalgoritmer.